# Justo del Río
Justo del Río Velasco (Burgos, 14 de mayo de 1894- Burgos, 6 de junio de 1985) fue un folclorista español. Destacó como recopilador e investigador de la música y los bailes tradicionales burgaleses. 

## Biografía
Nació en Burgos. Desde muy pequeño manifestó inclinación por las artes plásticas, por lo que con dieciséis años su padre lo envía a Francia para estudiar pintura. De vuelta a Burgos se establece como pintor-decorador estableciendo su propio negocio.
Sus inquietudes ocupaban distintos ámbitos y así en 1916 funda, junto a otras personas, el Club Ciclista Burgalés. Amigo de las motocicletas fue uno de los primeros burgaleses en contar con automóvil propio, automóvil del que se servirían él, sus amigos y colaboradores para recorrer la provincia a la búsqueda de testimonios folclóricos. La fotografía, tenía cuarto de revelado propio, y el teatro, fueron también dos de sus aficiones más conocidas y fructíferas.
Aunque se inició en la pintura temprano, se dedicó a ella mayormente en privado y solo en 1968 se expusieron al público algunas de sus obras. No obstante, con 90 años llegó a ilustrar un cuaderno para sus nietos. 
En 1922, el 22 de mayo, contrae matrimonio con Francisca y entra a formar parte del Orfeón Burgalés como barítono. Fue allí, a raíz de 1927, bajo la batuta de Antonio José Martínez Palacios cuando comenzó a formarse musicalmente. Fue entonces, cuando en unión de su maestro, comienzan a realizar salidas por la provincia a la búsqueda de piezas tradicionales, labor que ya había realizado algunas décadas antes, Federico Olmeda. 
A partir de 1940 se dedica exclusivamente a organizar el Grupo de Danzas del Orfeón Burgalés. 
El origen de este grupo, y este cambio en su carrera, se debe a la celebración «Aniversario de la Liberación» que se celebró en Madrid los días 28 y 29 de marzo de ese año. Propiciado por el Ayuntamiento el Orfeón acudió con un pequeño grupo de danzas formado por doce niñas que Justo había seleccionado entre las asistentes a la escuela de música. Vestidas con trajes que Justo había pedido prestados por los pueblos y acompañadas por un grupo de dulzaineros del Ayuntamiento, pusieron en escena algunas de las danzas que tradicionalmente venían interpretando los danzantes en festividades como la del Corpus. La puesta en escena tuvo un éxito rotundo.
Animado por esta experiencia, Justo pone en marca las llamadas Escenas Castellanas, escenificaciones en las que sobre un pequeño guion se superponían canciones tradicionales, interpretadas por el Orfeón, y escenas de baile interpretadas por las niñas del Grupo de Danzas. En la elaboración de los guiones le ayudaban otros orfeonistas: María Cruz Ebro, Eduardo Valero y Salvador Puig; la coreografía era básicamente de Justo, aunque basada en testimonios reales, y para la musicalización de las piezas contaba con los maestros Amoreti y Sarmiento. También se encargaba Justo de diseñar los decorados, y para su realización contaba con la colaboración de otros dos orfeonistas pintores: Alberto Retes y Alfredo Zárate. Justo se convertía también en percusionista e incluso en diseñador de esos instrumentos, cuando la ocasión lo requería.
Más tarde, y con el propósito de revitalizar los pueblos de la provincia que habían quedado en un cierto abandono y postergación al término de la guerra civil, organizó las denominadas Romerías Castellanas. Se pretendía en ellas rescatar, y volver a sacar a la luz, lo más genuino del folclore, precisamente a través de sus fiestas. El Orfeón Burgalés ofrecía su ayuda para la interpretación de las misas solemnes, las procesiones tradicionales, con el compromiso por parte de los propios municipios de organizar esas fiestas. Se aprovechaba para organizar concursos, mostrar trajes, engalanar carretas y plazas, y sacar a la luz, otros elementos tradicionales. La primera de estas romerías se celebró en 1944 en Rabanera del Pinar y la última en Espinosa de los Monteros en 1967. Ver bajo Obra su cronología.
Otro aspecto que conviene destacar dentro de la obra de recuperación de Justo del Río son los trabajos de recuperación de trajes regionales, que se consolidaron con la Exposición del Traje Provincial (Burgos, 1948) y la I Exposición de Traje Regional (1949). Como se ha dicho más arriba, Justo del Río pedía prestados trajes en los pueblos para vestir a las chicas de su grupo, pero cuando esto no era posible recreaba esos trajes basándose en los elementos tradicionales que iban encontrando en sus viajes por la provincia. Una novedad de las exposiciones de Justo del Río fue la presentación de los trajes en contexto, así recreaba escenas como la de la cocina serrana o la del baile del trenzado. Todo ello lo completaba con otras piezas etnográficas: loza, utensilios, alforjas, mantones y alhajas. Su labor en esta área del folclore tuvo continuación en la labor de José María González-Marrón, todo un experto en el vestir tradicional burgalés.
Fruto de la labor investigadora fue su libro, aparecido en 1959, Danzas típicas burgalesas, en el que introduce junto a la música, numerosos esquemas de coreografías, fotografías, vestuario y numerosos detalles, apuntes que iba tomando al vuelo en sus distintos viajes.
La diferencia de criterios con la dirección del Orfeón Burgalés, le llevó a separar su grupo de danzas de esta institución, pasando a constituirse la Asociación de danzas burgalesas Justo del Río.
A partir de este momento, y durante el resto de su vida, su actividad fue inmensa llevando continuamente a la práctica los resultados de sus investigaciones en la época de madurez. Su labor fue premiada con numerosas menciones (ver lista más abajo).
Su muerte, acaecida el 6 de junio de 1985, fue un acontecimiento de primera magnitud en Burgos. Su cuerpo fue conducido a hombros de componentes de su grupo hasta la iglesia de San Cosme y San Damián al compás de la jota burgalesa; todos los grupos de danzas, que lucieron para la ocasión sus mejores galas, participaron en la despedida al Maestro del folclore burgalés.

### Menciones y reconocimientos obtenidos
- Medalla de Bronce del Milenario de Castilla (1943).
- Asesor y maestro de danza del Grupo de Danzas de la Sección Femenina (1949).
- Profesor de danza típicas castellanas del Conservatorio Municipal de Música de Burgos (1951-1967).
- Medalla de Plata de la Provincia concedida por la Diputación de Burgos (1965).
- Título de Buen Vecino de Burgos, otorgado por el Ayuntamiento de Burgos (1966).
- Mejor Folclorista del año, otorgado por Radio Juventud (1969).
- Medalla de Plata del Instituto Internacional Francisco Suárez (1972).
- Medalla de Bronce, otorgada por el Ayuntamiento de Burgos (1973).
- Insignia de Oro de la Asociación de Danzas Burgalesas Justo del Río (1974).
- Castellano de Pro, otorgado por el Consejo Comunero (1985).

## Obra
- Estampas Castellanas (1940)
- Danzas típicas burgalesas (1959)
- "Danzas burgalesas: jota serrana". En: Revista de folklore, vol. 1, n.º 1 (1981), p. 34-36

### Romerías Castellanas
- Rabanera del Pinar 1944.
- Poza de la Sal 1946.
- San Leonardo de Yagüe 1947.
- Peñaranda de Duero 1948.
- Valle de Valdivielso 1949.
- San Bernabé (Ojo Guareña) 1950.
- Comunero de Revenga 1951.
- Villavieja de Muñó 1952.
- Hontoria del Pinar 1953.
- Frías 1954.
- Valle de Valdelaguna 1955.
- La Aguilera 1956.
- Huerta de Rey 1957.
- Barbadillo de Herreros 1958.
- Arauzo de Miel 1959.
- Vilviestre del Pinar 1960.
- Melgar de Fernamental 1961.
- Valle de Tobalina 1962.
- Villarcayo 1963.
- Roa de Duero 1965.
- Palacios de la Sierra 1965.
- Pineda de la Sierra 1966.

y
- Espinosa de los Monteros 1967.

### Danzas típicas burgalesas
Es la obra fundamental de Justo del Río. Fue editada en 1959 y de ella se han hecho dos reediciones, aunque parciales, la última en 1981.
Contó con la colaboración, bajo el seudónimo de Ignotus, de Ramón Inclán Leiva, que redactó la parte descriptiva, aportando datos de carácter histórico o etnográfico, probablemente por indicación de su maestro, no siempre rigurosos. El prólogo fue del abogado José María Codón.
La obra es eminentemente práctica. Cuenta con 85 transcripciones musicales, de las que en la última reedición aparecen solo 43, de piezas instrumentales tocadas principalmente por dulzaineros. Se añade a cada composición dibujos, esquemas, normas para la interpretación, fotografías, y como ya ha quedado dicho, algunos datos cuestionables de carácter histórico o etnográfico. Aparecen clasificadas por partido judicial y aparecen en ellas recogidas danzas de 35 pueblos. 
Algunas ya aparecen recogidas en el Cancionero de Federico Olmeda y otras en otros cancioneros coetáneos. Las transcripciones musicales que realizaba Justo del Río no eran muy precisas —él no era músico— aunque contara con la ayuda del músico Domingo Amoreti. En algunos casos también se le acusa de «inventar» esas melodías y de suplir lo que sus informantes no le proporcionaban, según sus propios gustos.
A pesar de las imperfecciones constituyen una muestra representativa y amplia del folclore de la provincia, en la que predominan una treintena de las llamadas danzas de paloteo y algunas de las danzas del Día del Corpus en la capital. Estás bien representados asimismo los bailes más representativos: la jota, el agudillo y la rueda, siendo algunas de las piezas tan conocidas y populares como La Tarara y Las carrasquillas (agudillos).
Pese a la importancia de la obra, sobre todo por su magnitud, algunos aspectos están abiertos a la polémica y a la discusión, por ejemplo el que recoja bajo un único título de danzas piezas que en realidad son meros bailes populares, es decir no hay una coreografía única ni los danzantes evolucionan según unas indicaciones previas, sino que sencillamente bailan a su aire, como en cualquier bailes popular. En cuanto a las danzas propiamente dichas, es decir aquellas que van acompañadas de una determinada coreografía o que responden a un determinado ritual, se duda de que todas ellas sean genuinas y originales. Miguel Manzano Alonso (2001, 87) hace notar: «También surgen algunas dudas respecto a la relación entre ciertas melodías y las danzas a las que sirven de soporte sonoro y rítmico. En algunos casos parece como si Justo del Río hubiese buscado y adaptado una tonada apropiada por su estructura y ritmo para servir de base al desarrollo de una coreografía inventada antes o después de escoger la melodía». En cualquier caso, y pese a estos detalles, Justo del Río se mantenía dentro de lo que eran los elementos netamente populares. 
Por otro lado, y según señala Manzano en la obra indicada, Justo del Río sacrificó en muchas de las tonadas de paloteo, seguramente por razones estéticas o de composición, algunas partes de las danzas, descontextualizando de este modo los fragmentos rescatados. 
Lo que no podemos negarle en ningún caso a Justo del Río, pese a las licencias señaladas, es la «restauración» y «restitución» del folclore burgalés, que se había prácticamente perdido en muchos de los pueblos. Hoy los grupos de danzas que se juntan cada verano en el certamen patrocinado por la Diputación son herederos y siguen representando sobre los tabladillos aquellas danzas y coreografías que Justo del Río «rescató» durante los años 40 y 50 por la geografía burgalesa. Sin duda, de no haber sido por su labor, el folclore de Burgos, caso de existir, sería completamente diferente.